# ميشيل ميلر
ميشيل ميلر (بالإنجليزية: Michelle Miller)‏ هي صحفية أمريكية، ولدت في 8 ديسمبر 1967 في لوس أنجلوس في الولايات المتحدة.